# Igors Stepanovs
Igors Stepanovs   (Ogre, 21 de gener de 1976) és un exfutbolista letó de la dècada de 2000.
Fou 100 cops internacional amb la selecció de Letònia.
Pel que fa a clubs, defensà els colors de Arsenal i Grasshopper.